# Cyclosorus queenslandicus
Cyclosorus queenslandicus är en kärrbräkenväxtart som först beskrevs av Richard Eric Holttum, och fick sitt nu gällande namn av Mazumdar och Mukhop. Cyclosorus queenslandicus ingår i släktet Cyclosorus och familjen Thelypteridaceae. Inga underarter finns listade.